# Фуртенбах, Йозеф
Йозеф Фуртенбах (нем. Joseph Furttenbach; 30 декабря 1591[…], Лойткирх — 17 января 1667, Ульм) — германский конструктор и архитектор.

## Биография
Йозеф Фуртенбах родился 30 декабря 1591 года в немецком городе Лойткирх. С 1607/08 по 1620 пребывал в Италии (особенно в Милане, Генуе и Флоренции), где обучался торговому ремеслу под руководством своего дяди.
После Италии Фуртенбах вернулся в Германию и поселился в Ульме, где сделал успешную карьеру в качестве архитектора и инженера. Он делал разработки для театра, школ, больниц, систем водоснабжения и обычных домов. Впоследствии был назначен городским архитектором Ульма, написал много книг и был членом городского совета.
Работы:
- «Architectura civilis» (Ульм, 1628);
- «Architectura navalis» (1629);
- «Architectura martialis» (1630);
- «Architectura universalis» (1635);
- «Architectura recreationis» (Аугсбург, 1640);
- «Architectura privata» (1641);
- «Feriae architectonicae» (1662).